# Xã North Strabane, Quận Washington, Pennsylvania
Xã North Strabane (tiếng Anh: North Strabane Township) là một xã thuộc quận Washington, tiểu bang Pennsylvania, Hoa Kỳ. Năm 2010, dân số của xã này là 13.408 người.